# Псаммит (геология)
Псаммит (от др.-греч. ψαμμίτης, «песчаный») — песчаная обломочная горная порода, которая в основном (более 50 %) состоит из обломков диаметром от 0,5 до 1 мм. Псаммит может быть сцементированным песчаником или несцементированным обычным песком.
По составу выделяют мономинеральные псаммиты, обычно на основе кварца, олигомиктовые (смесь двух компонент, например, кварцево-полевошпатовые) и полиминеральные (аркозы и граувакки). Псаммиты являются продуктом выветривания, последующий перенос обломков образуют разнообразные по составу толщи на границах горных областей. На равнинах отложения псаммитов имеют малую мощность и более однообразный состав (кварц и другие стойкие минералы).
Залежи псаммитов имеют ценность как источники строительных материалов. Кроме того, они могут вмещать россыпные месторождения золота, платины, алмазов или являться резервуаром для нефтегазовых месторождений.